# Moutarde noire
Brassica nigra
Pour les articles homonymes, voir Moutarde.
Espèce
La moutarde noire, le chou noir, le sénevé noir ou le sènevé noir (Brassica nigra) est une espèce de plantes annuelles de la famille des Brassicacées, cultivée pour ses graines servant à la préparation de condiments. L'ancien nom donné par Linné à cette plante était Sinapis nigra ; c'est sous cette appellation que l'on retrouve cette plante dans la matière médicale pseudo-scientifique homéopathique.

## Historique
Quatre siècles avant notre ère Théophraste la mentionne comme plante cultivée, il s'agit du « sénevé » de la Bible. Columelle mentionne au Ier siècle son usage en tant que condiment, mais il ne s'agissait alors que des feuilles confites dans le vinaigre. L'emploi de la pâte condimentaire obtenue par broyage des graines ne s'est répandu qu'autour du XIIIe siècle.[réf. souhaitée]
C'est à cette époque qu'apparaît aussi le mot de  « moutarde » (vers 1223), sous la forme de « mostarde » ou « moustarde »,
« Ce condiment est préparé avec des graines de moutarde pilées, additionnées d'aromates et délayées avec du moût ».
Dérivé de « moût » (de raisin), mustus en latin et most en ancien français, le mot ardor en latin signifiant « ardeur, chaleur » (même étymologie que le verbe arder ou que l'adjectif ardent). C'est donc un « moût ardent ».

## Description

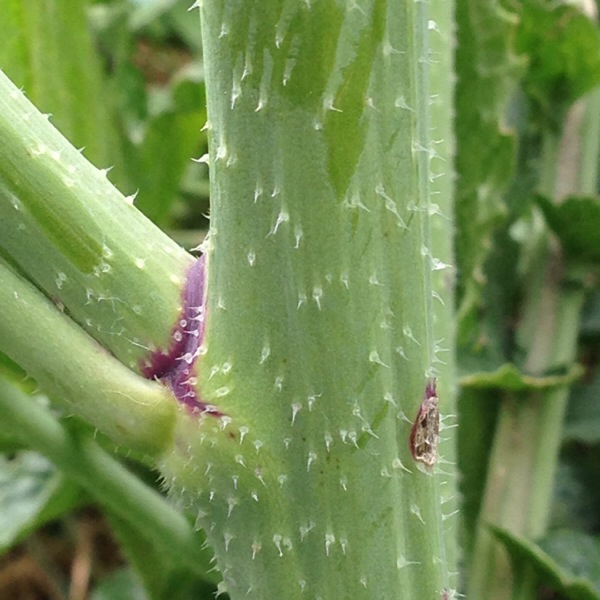
Base hérissée et velue.

La moutarde noire est une plante herbacée annuelle,, velue-hérissée à la base. Elle possède une tige dressée d'environ 1 mètre, à rameaux étalés.
Les feuilles sont toutes pétiolées, les inférieures pennatifides et lyrées (avec un lobe terminal beaucoup plus grand que les autres), glauques, à marge denticulée ou dentée, les supérieures lancéolées, entières ou un peu dentées.
L'inflorescence est une grappe, la fleur est régulière et hermaphrodite.
Le racème porte des fleurs assez grandes, jaunes, de  10-12 mm, à pédicelle court, appliqué contre l'axe, odorante. Les 4 sépales sont libres, verts et sur deux verticilles. Les 4 pétales libres font 7-9 mm de longueur sont disposés en croix sur un seul verticille et sont jaunes.
Les étamines sont au nombre de 6 sur deux verticilles, sur l'interne quatre grandes étamines et sur l'externe deux petites étamines, l'ensemble forme ainsi un androcée tétradyname. Les carpelles sont au nombre de deux, secondairement apparaît une fausse cloison que l'on peut appeler réplum.
La floraison s'étale d'avril à octobre.
Le fruit est une silique, appliquée contre l'axe, linéaire, de 1-2,5 cm × 2-3 mm, sessile, glabre, subtétragone, un peu bosselée, à bec grêle de 4 à 5 fois plus court que les valves.
À maturité, les graines sont brun-noirâtre et ont une saveur très piquante. L'origine des qualificatifs noire/blanche dans les termes « moutarde noire/blanche » vient de la couleur de la graine.

## Écologie
Cette espèce est originaire du bassin méditerranéen. On la trouve presque partout en France ainsi qu'en
- Afrique du Nord, du Maroc à l'Égypte ; Érythrée ; Éthiopie ;
- Asie occidentale : Afghanistan, Caucase, Turquie, Chypre, Proche-Orient, et Inde ;
- Europe, des îles Britanniques à la Russie, et de la Scandinavie à la Méditerranée.

Elle pousse dans les terrains vagues, les fossés, les décombres et les cultures.

## Production
La moutarde peut être cultivée dans de nombreux pays. Le Canada, qui assure 35 % de la production mondiale, domine le commerce international avec 50 % des exportations. Les autres pays producteurs significatifs sont le Népal, la Russie, l'Ukraine et la République tchèque.

## Propriétés
Les Brassicacées sont des plantes riches en glucosinolates(autrefois appelés hétérosides soufrés), composés responsables par leurs produits de dégradation, à la fois de leur forte odeur de chou si caractéristique mais aussi de leur effet potentiellement protecteur à l'encontre des substances cancérigènes.
Les graines de moutarde sont riches en mucilage et en lipides insaturés (acide érucique, oléique, linoléique). Le glucosinolate caractéristique de la moutarde noire est le sinigroside ou sinigrine (1 %) dont l'hydrolyse fournit de l'isothiocyanate d'allyle. Ce n'est que par le broyage des graines et la rupture des compartiments cellulaires qui en résulte que la sinigrine entre en contact avec une enzyme, la myrosinase, et se dégrade en isothiocyanate d'allyle, responsable de la saveur caractéristique de la moutarde.
La saveur très piquante des graines et leur action rubéfiante dans les sinapismes ont même origine. C'est l'isothiocyanate qui est responsable de cette action « révulsive » : appliqué sur la peau, ce composé provoque un picotement, une rubéfaction et si le contact se prolonge, une vésication.
La farine de moutarde peut être traitée par la chaleur pour détruire l'isothiocyanate d'allyle, très volatil. Cette farine constitue un excellent émulsifiant utilisé en particulier dans l'industrie de transformation des viandes.

## Utilisation
- La moutarde noire est cultivée pour sa graine qui une fois broyée et additionnée d'autres ingrédients donne le fameux condiment, nommé lui aussi moutarde.
- Elle est aussi utilisée comme plante médicinale. La farine de graines de moutarde noire sert à la préparation des cataplasmes ou sinapismes[15],[note 1].
- Les jeunes feuilles, de saveur légèrement piquante, peuvent être consommées en salade. Plus âgées, les feuilles, une fois bouillies perdent leur goût piquant et constituent un excellent légume cuit[16]. Cet usage est habituel dans la cuisine éthiopienne[17].
- Les graines sont utilisées couramment dans la cuisine indienne, comme dans certains curry[18] où elles sont dénommées rai. On les jette dans l'huile ou le ghî chaud pour les faire éclater et libérer leur saveur de noisette[19]. L'huile tirée des graines de moutarde est utilisée en cuisine indienne.

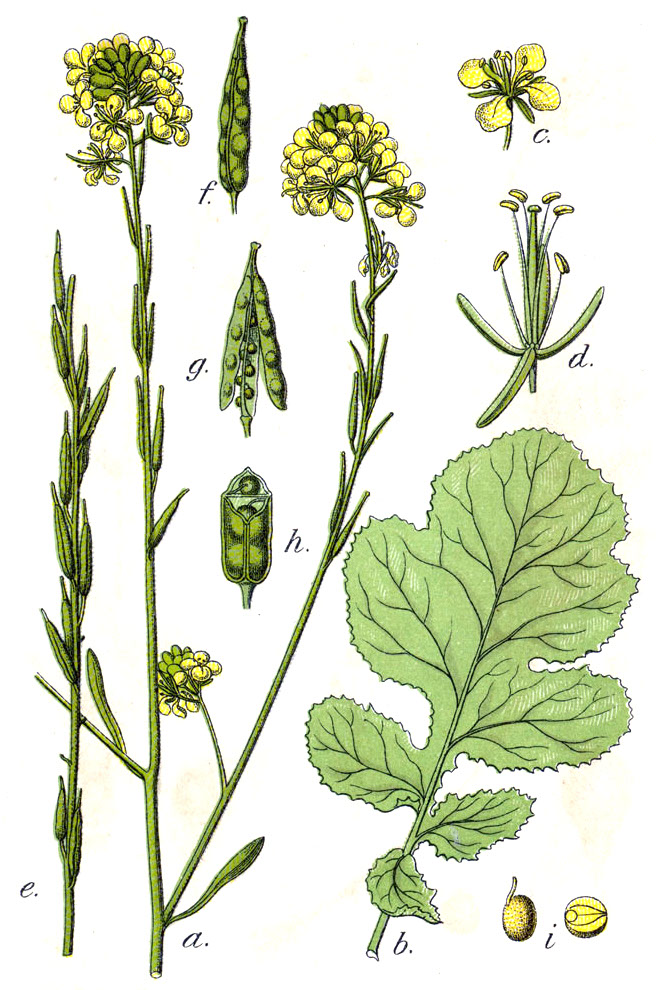
Brassica nigra
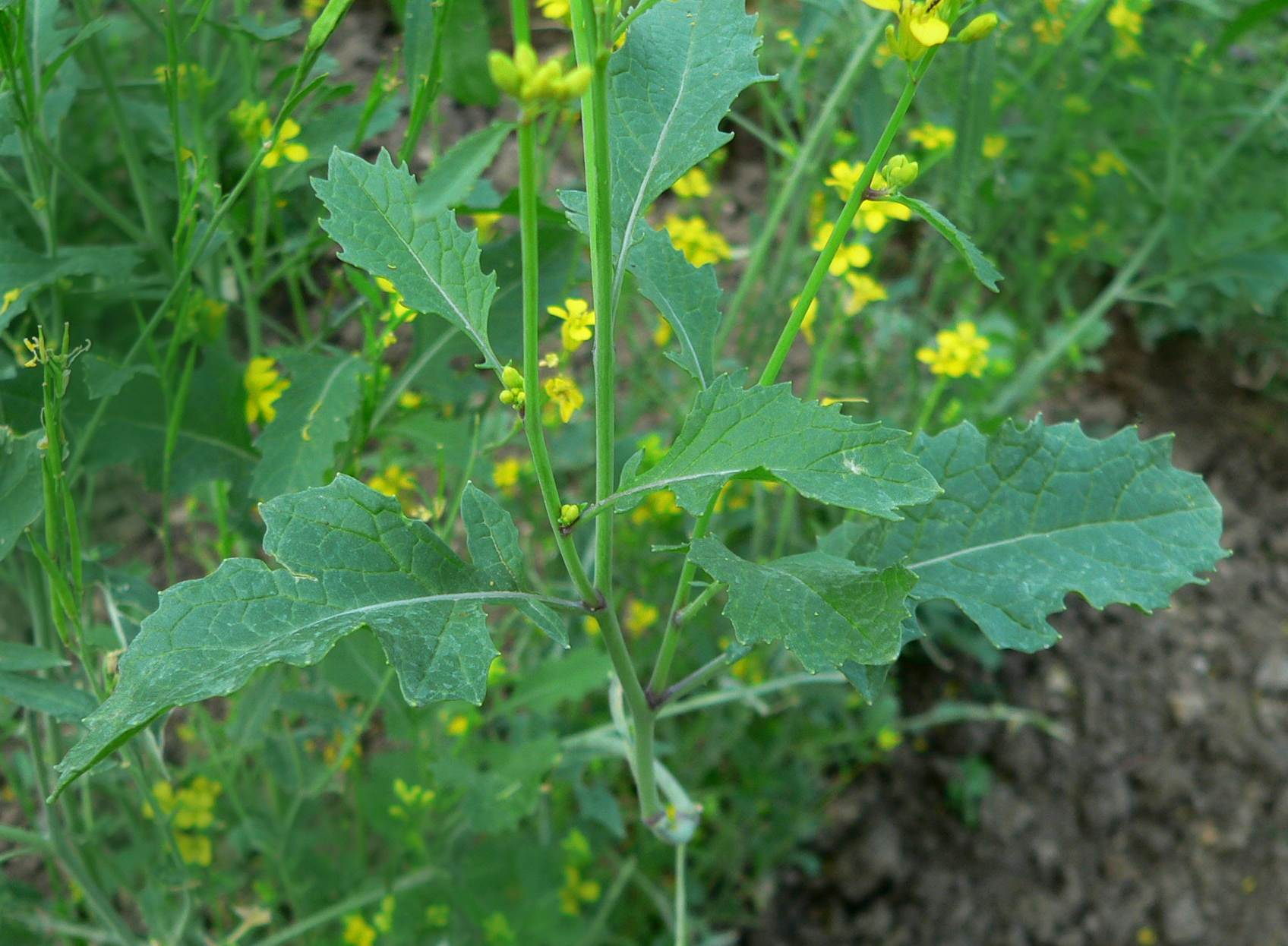
Pied de moutarde noire
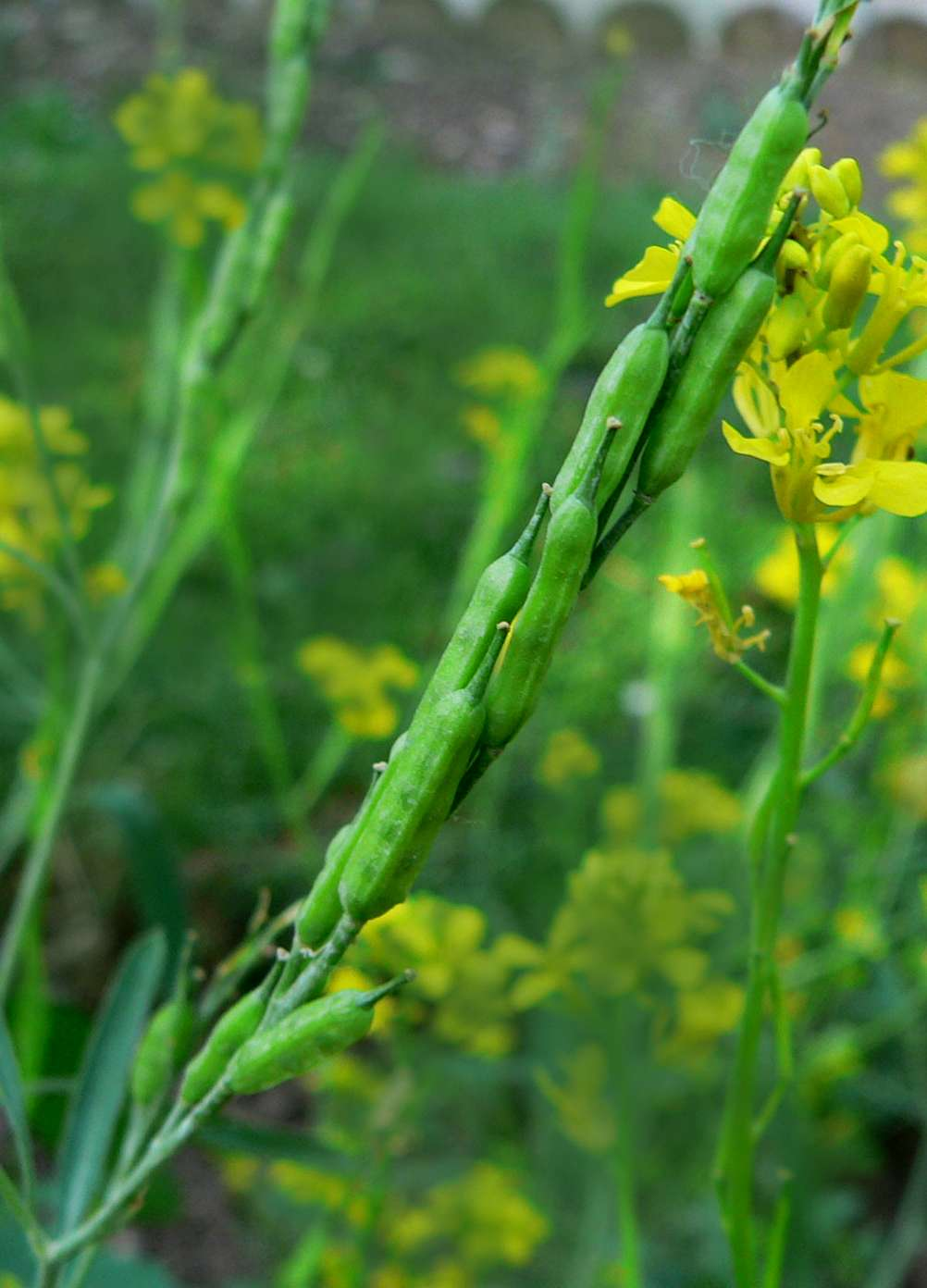
Siliques appliquées
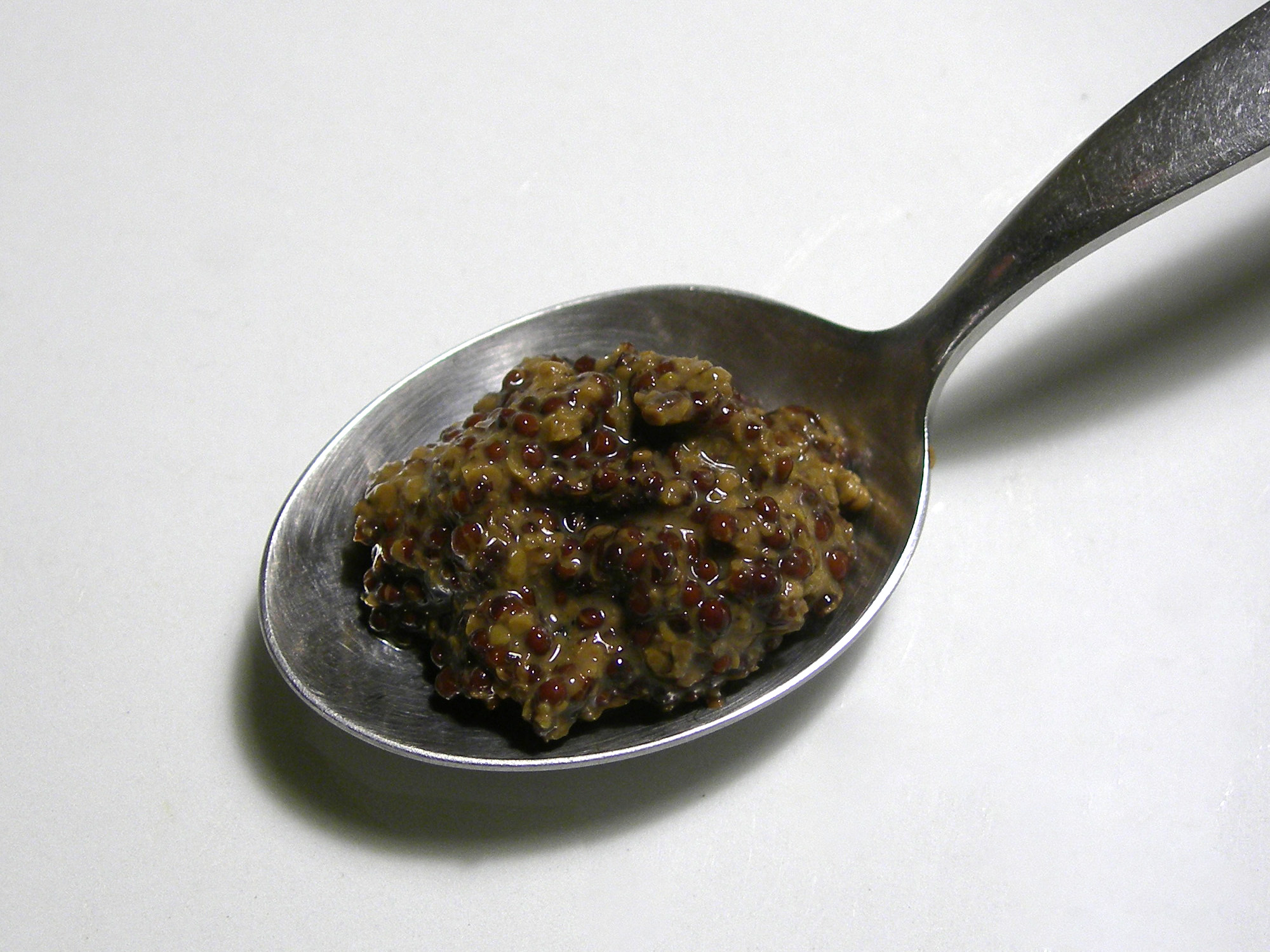
De la moutarde noire

## Aromathérapie
Dans le cadre de l'aromathérapie, on prête à l'huile essentielle de moutarde noire des propriétés fortement neurotoxiques et abortives. Sa composition comprend essentiellement des composés soufrés et azotés, dont l'isothiocyante d'allyle ou allylsévenol.
Ses propriétés seraient principalement :
antiparasitaire, antibactérienne, antiseptique, révulsive, répulsive, vésicante.